# Székely József (színművész)
Székely József (? – Nagyvárad, 1831. augusztus 28.) színész, színigazgató, Székelyné Ungár Anikó színésznő férje.

## Életrajza
1802-től a kolozsvári társulat tagja volt Kótsi Patkó János igazgató alatt. Itt olyan tekintélyt vívott ki magának, hogy báró Wesselényi Miklós halála után őt és Wándza Mihályt jelölték ki a társulat vezetőinek. 1810-ben fizetése 45 forint volt. Később Debrecenben, Nagyváradon és Marosvásárhelyen is a társulat tagja maradt. 1820-ban Bécsben járt, ahonnan a Farkas utcai színház díszleteit kísérte haza. 1825-ben a pozsonyi országgyűlési társulat tagja volt. 
1815–1819 között a marosvásárhelyi, 1828–29 között a kolozsvári egyesület igazgatója volt. Kótsi Patkó János egyik szerepköri örököseként főleg hősi és tragikus szerepet alakított. 
Felesége, Székelyné Ungár Anikó ugyancsak színész volt.
Nagyváradon, 1831. augusztus 28-án hunyt el kolerában.

## Főbb szerepei
- Gusztáv, Szellem (Shakespeare–Schröder: Hamlet)
- Lear király (Shakespeare)
- Gróf Tornallyai (Holbein: Frigyesi Elek)
- Abellino (Zschokke)
- Moór Ferenc (Schiller: Haramiák)
- Hugo (Müllner: A vétek súlya)